# 高清水橋
高清水橋（たかしみずばし）は、福島県大沼郡三島町大字名入 - 大字宮下の只見川に架かる国道252号宮下バイパスの橋長320 m（メートル）のローゼ橋・桁橋。

## 概要
三島町中心部南側で一級河川只見川を渡り、国道252号を通す。東詰は三島町宮下、西詰は三島町名入に位置し、西詰で国道400号と合流し以後重複区間となる。橋名の由来は橋西側の高清水集落から取られた。現在の橋は1977年度（昭和52年度）に始まった宮下バイパス建設事業にあわせ福島県により着工され、1986年（昭和61年）に完成したものである。旧橋は1935年（昭和10年）に架設され老朽化が著しく幅員も5.5 mと狭小であり車両総重量14 t（トン）の制限がけられていた。前後区間も線形不良、幅員狭小のためバイパス整備が選択されたのである。総事業費は18億6000万円。施工は川田工業・櫻田機械工業・日立造船・宮地鐵工所・東開工業。橋上は上下対向2車線で供用され、下り線（上流側）に歩道が設置されている。只見川の柳津ダム湖に架かり深さ30 mの谷間を跨ぐため中央径間には橋脚の設置が困難であり、上部工の形式にローゼ橋・ランガー橋・斜張橋などが選定され、経済的で外観が周囲、環境に調和した橋という観点から比較検討した結果十分なアーチライズを確保できる中路式ローゼ桁が選ばれた。
中路式ローゼ橋として供用当時支間長が国内10位に入る大規模橋であり、全日本建設技術協会により昭和61年度全建賞道路部門を受賞している。

### 諸元
- 形式 - 3径間鋼連続鈑桁橋＋中路式鋼ローゼ橋＋2径間鋼連続曲線鈑桁橋
- 橋格 - 1等橋 (TL-20)
- 橋長 - 320.000 m
  - 支間割 - ( 29.000 m + 36.100 m + 29.000 m ) + 172.000 m + ( 25.600 m×2 )
  - アーチ支間 - 165.000 m
- 幅員
  - 主拱間隔 - 13.000 m
  - 総幅員 - 11.500 m
  - 有効幅員 - 10.500 m
  - 車道 - 8.000 m
  - 歩道 - 片側2.300 m
- 総鋼重 - 1,400.583 t
- 床版 - 鉄筋コンクリート
- 基礎 - 直接基礎
- 施工 - 川田工業・櫻田機械工業・日立造船・宮地鐵工所・東開工業
- 架設工法 - ケーブルクレーン斜吊り工法（主径間）・トラッククレーンベント工法（側径間）
- 竣工 - 1986年（昭和61年）[3]

## 沿革
当地は江戸時代、若松と川口を結ぶ伊北街道と、その対岸の西方、更にその先の越後とを結ぶために高清水舟場が設置されていた。明治以降、奥会津地域は駒啼瀬峠など難所の多い伊北街道の整備が遅れていたために経済発展から立ち遅れており、1891年（明治24年）に地域住民の強い要望によりようやく道路改修が行われ、沼田街道として開通した。それから遅れること3年後の1894年（明治27年）に架橋が行われ、奥会津の悲願であった檜枝岐から若松までの馬車道路が全線開通した。
- 1894年（明治27年） - それまでの渡し船に変わり初代橋梁が竣工。1897年（明治27年）に流出[5]。
- 1903年（明治36年）10月 - 全長55.5 m、幅員2.7 mの木橋として完成[6]。
- 1915年（大正4年）1月 - 全長73.3 m、幅員3.3 mの木橋として架替え[7]。
- 1935年（昭和10年） - 下路式単純トラス橋として架替え[8]
- 1986年（昭和61年） - 宮下バイパス建設に伴い現在の橋梁が完成。

## 周辺
- JR只見線会津宮下駅
- 三島町役場
- 三島町立三島中学校
- 宮下発電所
- 高清水集会所
- 三島神社